# فولتا كاتالونيا 1948
فولتا كاتالونيا 1948 (بالإسبانية: Volta a Cataluña 1948)‏ هو سباق دراجات هوائية، وهو الموسم رقم 28 من السباق، وأقيم خلال الفترة 29 أغسطس 1948، وحتى 5 سبتمبر 1948، وهو من نوع  موسم.
فاز فيه بالمركز الأول  إيميليو رودريغيث، وبالمركز الثاني  Giulio Bresci ‏، وبالمركز الثالث  Ezio Cecchi ‏.

## الفائزون
| الترتيب | الفائز           |
| ------- | ---------------- |
| الفائز  | إيميليو رودريغيث |
| الثاني  | Giulio Bresci ‏   |
| الثالث  | Ezio Cecchi ‏     |